# Selle Royal
Selle Royal Spa is een Italiaanse onderneming, opgericht in 1956 door Dr. Riccardo Bigolin, die fietszadels produceert. In de jaren 80 en 90 is Selle Royal Spa toeleverancier geworden van grote fabrikanten van fietsen. Selle Royal-zadels hebben verschillende ontwerpprijzen gewonnen.

## Geschiedenis
- 1956: Selle Royal is opgericht door Dr. Riccardo Bigolin
- jaren 70: Selle Royal ontwikkelt een productietechniek gebaseerd op integraal polyurethaan foaming
- jaren 80: Selle Royal ontwikkelt RVS, een automatische vacuümtechniek die het zadel volledig afsluit
- jaren 90: Selle Royal ontwikkelt gel voor de recreatieve zadelmarkt, gebruik makend van een exclusieve polyurethaangel van Bayer
- 1996: Selle Royal opent Selle Bra voor productie in Brazilië
- 1997: Selle Royal lanceert Fizik
- 2002: Selle Royal neemt Brooks England over, wat het bedrijf drie onafhankelijke zadelmerken oplevert
- 2005: Selle Bra en Metal Ciclo fuseren om zo Royal Ciclo te vormen
- 2007: Selle Royal fuseert met Crankbrothers
- 2010: Selle Royal koopt 52% van Justek, in China

Het bedrijf is gegroeid van een kleine werkplaats tot een grote industrie. Al meer dan vijftig jaar maakt Selle Royal fietszadels voor de wereldmarkt, de firma is tegenwoordig wereldwijd marktleider.